# Браян Шелтон
Браян Шелтон (англ. Bryan Shelton; нар. 22 грудня 1965) — колишній американський тенісист.
Найвищу одиночну позицію світового рейтингу — 55 місце досяг 23 березня 1992, парну — 52 місце — 28 лютого 1994 року.
Здобув 2 одиночні та 2 парні титули.
Найвищим досягненням на турнірах Великого шолома було 4 коло в одиночному розряді.
Завершив кар'єру 1997 року.

## Фінали турнірів ATP за кар'єру

### Одиночний розряд (2–1)
| Легенда                |
| Великий шлем (0)       |
| Tennis Masters Cup (0) |
| Серія Мастерс ATP (0)  |
| Тур ATP (2)            |

| Титули за покриттям |
| Тверде (0)          |
| Ґрунт (0)           |
| Трава (2)           |
| Килим (0)           |

| Результат | W/L | Дата     | Турнір       | Покриття | Суперник      | Рахунок       |
| --------- | --- | -------- | ------------ | -------- | ------------- | ------------- |
| Перемога  | 1–0 | Лип 1991 | Ньюпорт, США | Трава    | Хав'єр Франа  | 3–6, 6–4, 6–4 |
| Перемога  | 2–0 | Лип 1992 | Ньюпорт, США | Трава    | Алекс Антоніч | 6–4, 6–4      |
| Поразка   | 2–1 | Тра 1993 | Атланта, США | Ґрунт    | Якко Елтінг   | 6–7(1–7), 2–6 |

### Парний розряд  (2–1)
| Результат | W/L | Дата     | Турнір              | Покриття | Партнер           | Суперники                     | Рахунок       |
| --------- | --- | -------- | ------------------- | -------- | ----------------- | ----------------------------- | ------------- |
| Поразка   | 0–1 | Лип 1990 | Ньюпорт, США        | Трава    | Тодд Нелсон       | Даррен Кейгілл Марк Кратцманн | 6–7, 2–6      |
| Перемога  | 1–1 | Лют 1994 | Мехіко, Мексика     | Ґрунт    | Франсіско Монтана | Люк Єнсен Мерфі Єнсен         | 6–3, 6–4      |
| Перемога  | 2–1 | Гру 1996 | Аделаїда, Австралія | Тверде   | Патрік Рафтер     | Тодд Вудбрідж Марк Вудфорд    | 6–4, 1–6, 6–3 |

## Досягнення в одиночних змаганнях
| W | Ф | ПФ | ЧФ | #Р | КТ | К# | DNQ | A | NH |

| Турнір                                 | 1989  | 1990  | 1991  | 1992  | 1993  | 1994  | 1995  | 1996  | 1997  | Career SR |
| -------------------------------------- | ----- | ----- | ----- | ----- | ----- | ----- | ----- | ----- | ----- | --------- |
| Відкритий чемпіонат Австралії з тенісу |       |       | 2р    | 1р    | 1р    | 1р    | 1р    |       | 1р    | 0 / 6     |
| Відкритий чемпіонат Франції з тенісу   |       |       |       | 1р    | 1р    | 2р    | 1р    |       |       | 0 / 4     |
| Вімблдонський турнір                   | 1р    | 3р    |       | 3р    | 2р    | 4р    | 2р    |       |       | 0 / 6     |
| Відкритий чемпіонат США з тенісу       | 2р    | 1р    | 1р    | 1р    | 1р    | 1р    | 1р    |       |       | 0 / 7     |
| Великий шлем SR                        | 0 / 2 | 0 / 2 | 0 / 2 | 0 / 4 | 0 / 4 | 0 / 4 | 0 / 4 | 0 / 0 | 0 / 1 | 0 / 23    |